# Harry Palmer
Harry Palmer é o nome dado ao protagonista anti-herói de diversos filmes baseados em romances de espionagem escritos por Len Deighton, nos quais o personagem principal é um agente de inteligência anônimo. Os livros também são frequentemente chamados de "romances de Harry Palmer”.
Michael Caine interpretou Harry Palmer em três filmes baseados em romances com o personagem: The Ipcress File (1965), Funeral in Berlin (1966) e Billion Dollar Brain (1967). Ele também estrelou como Harry Palmer em dois outros filmes não diretamente baseados nos livros de Deighton.
O The Times qualificou Caine como “o epítome do estilo dos anos 60 em sua primeira atuação como o agente secreto Harry Palmer”. Os óculos de aros grossos, as garotas e o desrespeito à autoridade do personagem foram citados por Mike Myers como uma influência para Austin Powers. Em 2002, Caine estrelou Austin Powers in Goldmember, interpretando Nigel Powers, pai do agente secreto Austin Powers, uma paródia de Palmer.

## Origem do nome “Harry Palmer"
Ao desenvolver o filme The Ipcress File, de 1965, baseado no livro homônimo de Len Deighton de 1962, a equipe de produção precisava de um nome para o protagonista, até então anônimo, que se tratava de um bandido rude e mesquinho que se tornou espião. Eles escolheram “Harry Palmer” porque queriam um nome simples e comum para distanciá-lo de James Bond, de Ian Fleming, que era o estereótipo do espião sofisticado e fanfarrão.

## Aparições
| Romance                             | Filme                               | Ator principal     | Notas                                            |
| ----------------------------------- | ----------------------------------- | ------------------ | ------------------------------------------------ |
| The IPCRESS File (1962)             | The Ipcress File (1965)             | Michael Caine      |                                                  |
| The IPCRESS File (1962)             | The Ipcress File (série de 2022)    | Joe Cole           |                                                  |
| Horse Under Water (1963)            |                                     |                    | Não foi adaptado para um filme                   |
| Funeral in Berlin (1964)            | Funeral in Berlin (1966)            | Michael Caine      |                                                  |
| Billion-Dollar Brain (1966)         | Billion Dollar Brain (1967)         | Michael Caine      |                                                  |
| An Expensive Place to Die (1967)    |                                     |                    | Não foi adaptado para um filme                   |
| Spy Story (1974)                    | Spy Story (1976)                    | Michael Petrovitch | O personagem passa a se chamar Patrick Armstrong |
| Yesterday's Spy (1975)              |                                     |                    | Não foi adaptado para um filme                   |
| Twinkle, Twinkle, Little Spy (1976) |                                     |                    | Título norte-americano: Catch a Falling Spy      |
|                                     | Bullet to Beijing (1995)            | Michael Caine      | Não foram baseados em um romance de Len Deighton |
|                                     | Midnight in Saint Petersburg (1996) | Michael Caine      | Não foram baseados em um romance de Len Deighton |

## Livros

### Primeiros livros
Len Deighton apresentou o personagem principal em The IPCRESS File, seu primeiro livro, publicado em novembro de 1962. Nesse romance em primeira pessoa, o oficial de inteligência é anônimo, embora em determinado momento ele seja cumprimentado por alguém que se refere a ele como Harry. O personagem é descrito como um trabalhador que mora em locais simples. Ele usa óculos, é prejudicado pela burocracia e anseia por um aumento de salário. Também é revelado que ele é de Burnley, Lancashire, e que nasceu em 1922 ou 1923.
Outros romances com esse personagem foram lançados, incluindo Horse Under Water (1963), Funeral in Berlin (1964), Billion-Dollar Brain (1966) e An Expensive Place to Die (1967). Apesar do personagem principal nunca ser nomeado, ele aparenta ser o mesmo em todos os livros. Em seu posfácio de 2009 para Horse Under Water, Deighton escreveu: “Agora, escrevendo um segundo livro, achei uma vantagem ter um herói anônimo. Ele pode ser o mesmo homem; ou talvez não. Pude fazer pequenas alterações nele e em seu passado... Percebi que... identificá-lo como um nativo do norte exigiria um conhecimento que eu não poderia sustentar. Seria mais sensato dar a ele um passado mais próximo do meu”.
Desde o primeiro livro, o narrador demonstra conhecimento de comidas e bebidas finas, pintura, música clássica e do século XX, jazz, história militar e latim. Em Horse Under Water, ele é descrito como um especialista em moeda mundial.

### Livros posteriores e discrepâncias
Em 1974, foi publicado o romance Spy Story, seguido por Yesterday's Spy (1975) e Twinkle, Twinkle, Little Spy (1976), também conhecido como Catch a Falling Spy na América do Norte. Como o protagonista também permanece anônimo nesses romances, ainda é possível debater se o narrador é o mesmo dos livros anteriores. Apesar do protagonista principal não ter nome, todos os oito livros foram chamados de "romances de Harry Palmer".
De acordo com Deighton, os narradores de Spy Story e The IPCRESS File não são os mesmos. Em Spy Story, ele é nomeado e tratado como Patrick Armstrong. Além disso, ele tem aproximadamente 30 anos, enquanto o narrador de The IPCRESS File, nascido em 1922 ou 1923, tem mais de 40 anos.
Entretanto, a sinopse da sobrecapa de 1974 da edição americana de Spy Story da Harcourt, Brace & Jovanovich afirma: “Ele está de volta, após cinco longos anos de ausência, o espião inglês insubordinado, decente e de óculos que lutou, se atrapalhou e sobreviveu em seu caminho ultrajante no best-seller Horse Under Water, Funeral in Berlin e no restante dos maravilhosos e célebres thrillers de espionagem de Len Deighton.“ Na sobrecapa da edição de 1976 de Catch a Falling Spy, o livro apresenta “o herói familiar de Deighton, nosso inglês de óculos”. Vários personagens secundários dos romances anteriores também aparecem em Spy Story, conectando ainda mais os livros.

## Adaptações de filmes

### The Ipcress File
O livro The IPCRESS File foi lançado logo após o lançamento do primeiro filme de James Bond, Dr. No (1962). Quando o romance se tornou um best-seller, os produtores de filmes da Eon Productions, Harry Saltzman e Albert R. Broccoli, procuraram Deighton para escrever o roteiro do segundo filme de Bond, From Russia with Love (1963). Pouco do roteiro de Deighton foi usado nas filmagens. Em vez disso, Saltzman decidiu usar The IPCRESS File na expectativa de iniciar uma nova série de filmes sobre agentes secretos. Ao contrário dos filmes de Bond, o filme The Ipcress File foi concebido para ter um estilo diferente, com características naturalistas. Saltzman contratou membros da equipe que haviam trabalhado nos filmes de Bond, incluindo o designer de produção Ken Adam, o editor de filmes Peter Hunt e o compositor de trilhas sonoras John Barry. Michael Caine foi escolhido para interpretar o papel principal.
Na versão cinematográfica, Harry Palmer é um sargento do exército britânico recrutado à força para os serviços de segurança a fim de cumprir uma pena de prisão por comércio ilegal. Ele trabalhou para a Inteligência do Exército e para o Ministério das Relações Exteriores, sob o comando de Coronel Ross.

### Sequências
Após o lançamento de The Ipcress File (1965), a produtora de Saltzman produziu Funeral in Berlin (1966) e Billion Dollar Brain (1967), ambos estrelados por Michael Caine. O segundo romance de Harry Palmer, Horse Under Water, não foi usado. Em 1976, Spy Story foi filmado com Michael Petrovitch como Patrick Armstrong, mas a produção não tem relação com os filmes de Harry Palmer de Saltzman.
Em meados da década de 1990, Bullet to Beijing (1995) e Midnight in Saint Petersburg (1996) foram lançados com Harry Palmer, dessa vez com roteiros originais e com Michael Caine retornando ao papel. Apesar de serem conhecidos como Len Deighton's Bullet to Beijing e Len Deighton's Midnight in St Petersburg, Deighton não participou da produção desses filmes.

### Alusões
Em Blue Ice (1992), Michael Caine interpreta um ex-espião chamado Harry, que tem muitas semelhanças com Harry Palmer. O personagem Harry Palmer de Caine (rodeado de mulheres, com os óculos e o desrespeito à autoridade) foi uma influência para os filmes de ação e comédia de espionagem de Mike Myers, Austin Powers. A pedido de Myers, Caine estrelou Austin Powers in Goldmember (2002), no qual interpretou Nigel Powers, pai do agente secreto Austin Powers, uma paródia de Harry Palmer.
Em Kingsman: The Secret Service (2014), Caine interpreta o chefe de óculos de uma unidade secreta de espionagem.

## Televisão
Em 2022, a ITV lançou uma adaptação televisiva em seis partes de The Ipcress File, estrelando Joe Cole como Palmer.